# National Hockey League 2008-2009
La stagione 2008-2009 è stata la 91ª edizione della National Hockey League, la 92ª considerando la stagione del lockout. La stagione regolare iniziò il 4 ottobre 2008, inclusi quattro incontri disputatisi in Europa all'inizio del mese a Stoccolma e a Praga, per poi concludersi il 12 aprile 2009, mentre i playoff di Stanley Cup terminarono il 27 maggio 2009. Questa fu la prima stagione dopo il lockout del 2004–05 in cui tutte le squadre disputarono almeno un incontro contro le altre ventinove formazioni, dato che nelle ultime tre stagioni le squadre affrontarono soltanto avversarie provenienti da due Division su tre della Conference opposta (una in casa a l'altra in trasferta.). Il 1º gennaio si disputò la seconda edizione dell'NHL Winter Classic fra Chicago Blackhawks e Detroit Red Wings. I Montreal Canadiens ospitarono l'NHL All-Star Game presso il Centre Bell il 25 gennaio 2009, a cento anni dalla nascita della squadra. La finale di Stanley Cup finì il 12 giugno con la vittoria dei Pittsburgh Penguins contro i Detroit Red Wings per 4-3.

## Squadre partecipanti
- Anaheim Ducks
- Atlanta Thrashers
- Boston Bruins
- Buffalo Sabres
- Calgary Flames
- Carolina Hurricanes
- Chicago Blackhawks
- Colorado Avalanche
- Columbus Blue Jackets
- Dallas Stars
- Detroit Red Wings
- Edmonton Oilers
- Florida Panthers
- Los Angeles Kings
- Minnesota Wild

- Montreal Canadiens
- Nashville Predators
- New Jersey Devils
- New York Islanders
- New York Rangers
- Ottawa Senators
- Philadelphia Flyers
- Phoenix Coyotes
- Pittsburgh Penguins
- San Jose Sharks
- St. Louis Blues
- Tampa Bay Lightning
- Toronto Maple Leafs
- Vancouver Canucks
- Washington Capitals

## Pre-season

### NHL Entry Draft
L'Entry Draft si tenne fra il 20 ed il 21 giugno 2008 presso il Scotiabank Place di Ottawa, in Ontario. I Tampa Bay Lightning nominarono come prima scelta assoluta il giocatore canadese Steven Stamkos. Altri giocatori rilevanti all'esordio in NHL furono Drew Doughty, Zach Bogosian, Alex Pietrangelo e Luke Schenn.

### Victoria Cup
La Victoria Cup si svolse il 1º ottobre 2008 a Berna, in Svizzera, pochi giorni prima che cominciasse la stagione regolare, e ha visto contendersi il successo finale la formazione russa del Metallurg Magnitogorsk e la squadra dei New York Rangers. La Victoria Cup è stata vinta dalla squadra statunitense per 4-3.

## Stagione regolare

### Classifiche
= Qualificata per i playoff,       = Primo posto nella Conference,       = Vincitore del Presidents' Trophy, ( ) = Posizione nella Conference

#### Eastern Conference
Northeast Division
|    |                          | PG | V  | S  | OTS | GF  | GS  | PT  |
| -- | ------------------------ | -- | -- | -- | --- | --- | --- | --- |
| 1. | Boston Bruins (1)        | 82 | 53 | 19 | 10  | 274 | 196 | 116 |
| 2. | Montreal Canadiens (8)   | 82 | 41 | 30 | 11  | 249 | 247 | 93  |
| 3. | Buffalo Sabres (10)      | 82 | 41 | 32 | 9   | 250 | 234 | 91  |
| 4. | Ottawa Senators (11)     | 82 | 36 | 35 | 11  | 217 | 237 | 83  |
| 5. | Toronto Maple Leafs (12) | 82 | 34 | 35 | 13  | 250 | 293 | 81  |

Atlantic Division
|    |                         | PG | V  | S  | OTS | GF  | GS  | PT  |
| -- | ----------------------- | -- | -- | -- | --- | --- | --- | --- |
| 1. | New Jersey Devils (3)   | 82 | 51 | 27 | 4   | 244 | 209 | 106 |
| 2. | Pittsburgh Penguins (4) | 82 | 45 | 28 | 9   | 264 | 239 | 99  |
| 3. | Philadelphia Flyers (5) | 82 | 44 | 27 | 11  | 264 | 238 | 99  |
| 4. | New York Rangers (7)    | 82 | 43 | 30 | 9   | 210 | 218 | 95  |
| 5. | New York Islanders (15) | 82 | 27 | 47 | 9   | 201 | 279 | 61  |

Southeast Division
|    |                          | PG | V  | S  | OTS | GF  | GS  | PT  |
| -- | ------------------------ | -- | -- | -- | --- | --- | --- | --- |
| 1. | Washington Capitals (2)  | 82 | 50 | 24 | 8   | 272 | 245 | 108 |
| 2. | Carolina Hurricanes (6)  | 82 | 45 | 30 | 7   | 239 | 226 | 97  |
| 3. | Florida Panthers (9)     | 82 | 41 | 30 | 11  | 234 | 231 | 93  |
| 4. | Atlanta Thrashers (13)   | 82 | 35 | 41 | 6   | 257 | 280 | 76  |
| 5. | Tampa Bay Lightning (14) | 82 | 24 | 40 | 18  | 210 | 279 | 66  |

#### Western Conference
Northwest Division
|    |                         | PG | V  | S  | OTS | GF  | GS  | PT  |
| -- | ----------------------- | -- | -- | -- | --- | --- | --- | --- |
| 1. | Vancouver Canucks (3)   | 82 | 45 | 27 | 10  | 246 | 220 | 100 |
| 2. | Calgary Flames (5)      | 82 | 46 | 30 | 6   | 254 | 248 | 98  |
| 3. | Minnesota Wild (9)      | 82 | 40 | 33 | 9   | 219 | 200 | 89  |
| 4. | Edmonton Oilers (11)    | 82 | 38 | 35 | 9   | 234 | 248 | 85  |
| 5. | Colorado Avalanche (15) | 82 | 35 | 45 | 5   | 199 | 257 | 69  |

Central Division
|    |                           | PG | V  | S  | OTS | GF  | GS  | PT  |
| -- | ------------------------- | -- | -- | -- | --- | --- | --- | --- |
| 1. | Detroit Red Wings (2)     | 82 | 51 | 21 | 10  | 295 | 244 | 112 |
| 2. | Chicago Blackhawks (4)    | 82 | 46 | 24 | 12  | 264 | 216 | 104 |
| 3. | St. Louis Blues (6)       | 82 | 41 | 31 | 10  | 233 | 233 | 92  |
| 4. | Columbus Blue Jackets (7) | 82 | 41 | 31 | 10  | 226 | 230 | 92  |
| 5. | Nashville Predators (10)  | 82 | 40 | 34 | 8   | 213 | 233 | 88  |

Pacific Division
|    |                        | PG | V  | S  | OTS | GF  | GS  | PT  |
| -- | ---------------------- | -- | -- | -- | --- | --- | --- | --- |
| 1. | San Jose Sharks (1)    | 82 | 53 | 18 | 11  | 257 | 204 | 117 |
| 2. | Anaheim Ducks (8)      | 82 | 42 | 33 | 7   | 245 | 238 | 91  |
| 3. | Dallas Stars (12)      | 82 | 36 | 36 | 11  | 230 | 257 | 83  |
| 4. | Phoenix Coyotes (13)   | 82 | 36 | 39 | 7   | 208 | 252 | 79  |
| 5. | Los Angeles Kings (14) | 82 | 34 | 37 | 11  | 207 | 234 | 79  |

### Statistiche

#### Classifica marcatori
La seguente lista elenca i migliori marcatori al termine della stagione regolare.

| Giocatore         | Squadra             | PG | G  | A  | Pt  | +/- | MP  |
| ----------------- | ------------------- | -- | -- | -- | --- | --- | --- |
| Evgeni Malkin     | Pittsburgh Penguins | 82 | 35 | 78 | 113 | +17 | 80  |
| Aleksandr Ovečkin | Washington Capitals | 79 | 56 | 54 | 110 | +8  | 72  |
| Sidney Crosby     | Pittsburgh Penguins | 76 | 33 | 70 | 103 | +3  | 76  |
| Pavel Dacjuk      | Detroit Red Wings   | 81 | 32 | 65 | 97  | +34 | 22  |
| Zach Parise       | New Jersey Devils   | 82 | 45 | 49 | 94  | +30 | 24  |
| Il'ja Koval'čuk   | Atlanta Thrashers   | 79 | 43 | 48 | 91  | -12 | 50  |
| Ryan Getzlaf      | Anaheim Ducks       | 81 | 25 | 66 | 91  | +5  | 121 |
| Jarome Iginla     | Calgary Flames      | 81 | 35 | 54 | 89  | -2  | 37  |
| Marc Savard       | Boston Bruins       | 82 | 25 | 63 | 88  | +25 | 70  |
| Nicklas Bäckström | Washington Capitals | 82 | 22 | 66 | 88  | +16 | 46  |

#### Classifica portieri
La seguente lista elenca i migliori portieri al termine della stagione regolare.

| Giocatore          | Squadra               | PG | Min     | V  | S  | OTS | GS  | SO | Sv%  | MGS  |
| ------------------ | --------------------- | -- | ------- | -- | -- | --- | --- | -- | ---- | ---- |
| Tim Thomas         | Boston Bruins         | 54 | 3258:49 | 36 | 11 | 7   | 114 | 5  | .933 | 2.10 |
| Steve Mason        | Columbus Blue Jackets | 60 | 3604:58 | 33 | 19 | 7   | 135 | 10 | .917 | 2.25 |
| Niklas Bäckström   | Minnesota Wild        | 71 | 4088:03 | 37 | 24 | 8   | 159 | 8  | .923 | 2.33 |
| Jonas Hiller       | Anaheim Ducks         | 45 | 2446:26 | 23 | 15 | 1   | 95  | 4  | .920 | 2.33 |
| Roberto Luongo     | Vancouver Canucks     | 54 | 3181:05 | 33 | 13 | 7   | 124 | 9  | .920 | 2.34 |
| Pekka Rinne        | Nashville Predators   | 52 | 2999:12 | 29 | 15 | 4   | 119 | 7  | .917 | 2.38 |
| Nikolaj Chabibulin | Chicago Blackhawks    | 41 | 2407:15 | 24 | 8  | 7   | 96  | 2  | .917 | 2.39 |
| Scott Clemmensen   | New Jersey Devils     | 40 | 2355:56 | 25 | 13 | 1   | 94  | 2  | .917 | 2.39 |
| Martin Brodeur     | New Jersey Devils     | 31 | 1813:35 | 19 | 9  | 3   | 73  | 5  | .916 | 2.41 |
| Chris Mason        | St. Louis Blues       | 57 | 3214:54 | 27 | 21 | 7   | 129 | 6  | .916 | 2.41 |

## Playoff

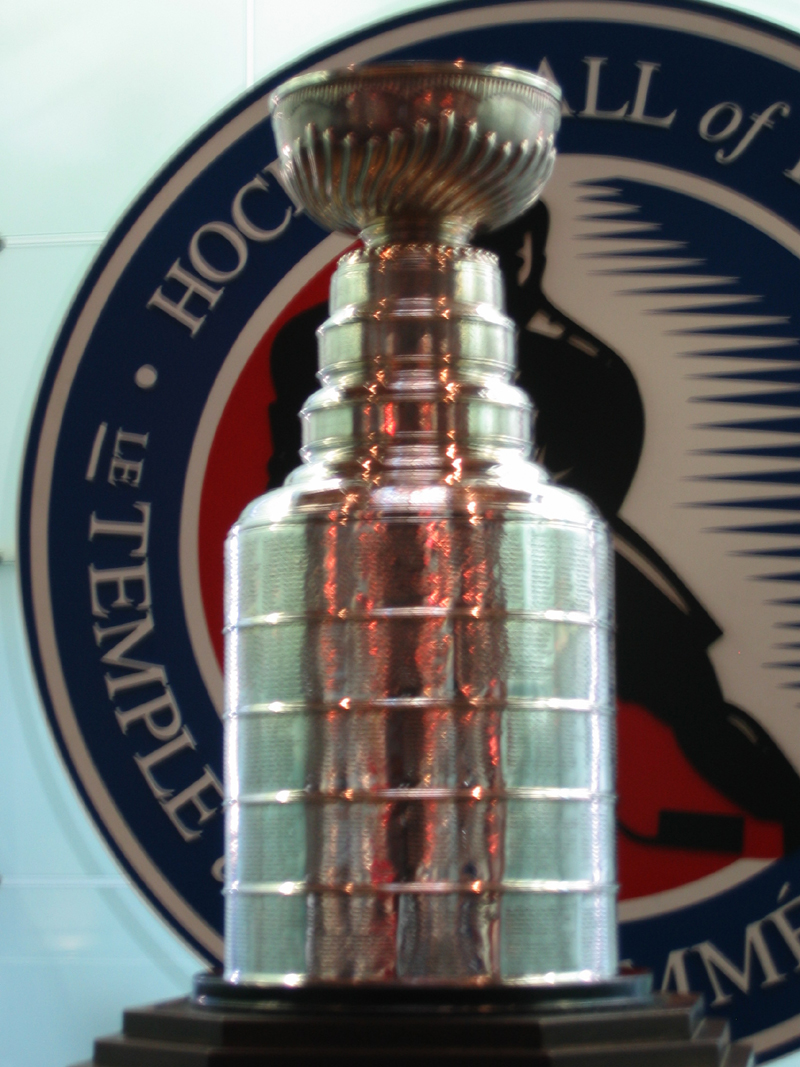
Il trofeo della Stanley Cup

Al termine della stagione regolare le migliori 16 squadre del campionato si sono qualificate per i playoff. Gli San Jose Sharks si aggiudicarono il Presidents' Trophy avendo ottenuto il miglior record della lega con 117 punti. I campioni di ciascuna Division conservarono il proprio ranking per l'intera durata dei playoff, mentre le altre squadre furono ricollocate nella graduatoria dopo ciascun turno. Per la prima volta dalla loro fondazione nel 2000 i Columbus Blue Jackets si qualificarono ai playoff.

### Tabellone playoff
In ciascun turno la squadra con il ranking più alto si sfidò con quella dal posizionamento più basso, usufruendo anche del vantaggio del fattore campo. Nella finale di Stanley Cup il fattore campo fu determinato dai punti ottenuti in stagione regolare dalle due squadre. Ciascuna serie, al meglio delle sette gare, seguì il formato 2–2–1–1–1: la squadra migliore in stagione regolare avrebbe disputato in casa Gara-1 e 2, (se necessario anche Gara-5 e 7), mentre quella posizionata peggio avrebbe giocato nel proprio palazzetto Gara-3 e 4 (se necessario anche Gara-6).
|  | Quarti di finale Conference | Quarti di finale Conference                      | Quarti di finale Conference |   |                   | Semifinali Conference | Semifinali Conference | Semifinali Conference |                    |                    | Finali Conference   | Finali Conference  | Finali Conference  |  |  | Finale Stanley Cup | Finale Stanley Cup | Finale Stanley Cup |
|  |                             |                                                  |                             |   |                   |                       |                       |                       |                    |                    |                     |                    |                    |  |  |                    |                    |                    |
|  | 1                           | Boston Bruins                                    | 4                           |   |                   | 1                     | Boston Bruins         | 3                     |                    |                    |                     |                    |                    |  |  |                    |                    |                    |
|  | 8                           | Montreal Canadiens                               | 0                           |   |                   | 6                     | Carolina Hurricanes   | 4                     |                    |                    |                     |                    |                    |  |  |                    |                    |                    |
|  |                             |                                                  |                             |   |                   |                       |                       |                       |                    |                    |                     |                    |                    |  |  |                    |                    |                    |
|  | 2                           | Washington Capitals                              | 4                           |   |                   |                       |                       |                       | Eastern Conference | Eastern Conference | Eastern Conference  | Eastern Conference | Eastern Conference |  |  |                    |                    |                    |
|  | 2                           | Washington Capitals                              | 4                           |   |                   |                       |                       |                       | Eastern Conference | Eastern Conference | Eastern Conference  | Eastern Conference | Eastern Conference |  |  |                    |                    |                    |
|  | 7                           | New York Rangers                                 | 3                           |   |                   |                       |                       |                       |                    |                    |                     |                    |                    |  |  |                    |                    |                    |
|  | 7                           | New York Rangers                                 | 3                           |   |                   |                       |                       |                       |                    | 6                  | Carolina Hurricanes | 0                  |                    |  |  |                    |                    |                    |
|  |                             |                                                  |                             |   |                   |                       |                       |                       |                    | 6                  | Carolina Hurricanes | 0                  |                    |  |  |                    |                    |                    |
|  |                             | 4                                                | Pittsburgh Penguins         | 4 |                   |                       |                       |                       |                    |                    |                     |                    |                    |  |  |                    |                    |                    |
|  | 3                           | 4                                                | Pittsburgh Penguins         | 4 | New Jersey Devils | 3                     |                       |                       |                    |                    |                     |                    |                    |  |  |                    |                    |                    |
|  | 3                           |                                                  |                             |   | New Jersey Devils | 3                     |                       |                       |                    |                    |                     |                    |                    |  |  |                    |                    |                    |
|  | 6                           | Carolina Hurricanes                              | 4                           |   |                   |                       |                       |                       |                    |                    |                     |                    |                    |  |  |                    |                    |                    |
|  | 6                           | Carolina Hurricanes                              | 4                           |   |                   |                       |                       |                       |                    |                    |                     |                    |                    |  |  |                    |                    |                    |
|  |                             |                                                  |                             |   |                   |                       |                       |                       |                    |                    |                     |                    |                    |  |  |                    |                    |                    |
|  |                             |                                                  |                             |   |                   |                       |                       |                       |                    |                    |                     |                    |                    |  |  |                    |                    |                    |
|  | 4                           | Pittsburgh Penguins                              | 4                           |   | 2                 | Washington Capitals   | 3                     |                       |                    |                    |                     |                    |                    |  |  |                    |                    |                    |
|  | 4                           | Pittsburgh Penguins                              | 4                           |   | 2                 | Washington Capitals   | 3                     |                       |                    |                    |                     |                    |                    |  |  |                    |                    |                    |
|  | 5                           | Philadelphia Flyers                              | 2                           |   |                   | 4                     | Pittsburgh Penguins   | 4                     |                    |                    |                     |                    |                    |  |  |                    |                    |                    |
|  | 5                           | Philadelphia Flyers                              | 2                           |   |                   |                       |                       |                       |                    | E4                 | Pittsburgh Penguins | 4                  |                    |  |  |                    |                    |                    |
|  |                             | (Accoppiamenti ristabiliti dopo il primo turno.) |                             |   |                   |                       |                       |                       |                    | E4                 | Pittsburgh Penguins | 4                  |                    |  |  |                    |                    |                    |
|  |                             | W2                                               | Detroit Red Wings           | 3 |                   |                       |                       |                       |                    |                    |                     |                    |                    |  |  |                    |                    |                    |
|  | 1                           | W2                                               | Detroit Red Wings           | 3 | San Jose Sharks   | 2                     |                       |                       | 2                  | Detroit Red Wings  | 4                   |                    |                    |  |  |                    |                    |                    |
|  | 1                           |                                                  |                             |   | San Jose Sharks   | 2                     |                       |                       | 2                  | Detroit Red Wings  | 4                   |                    |                    |  |  |                    |                    |                    |
|  | 8                           | Anaheim Ducks                                    | 4                           |   |                   | 8                     | Anaheim Ducks         | 3                     |                    |                    |                     |                    |                    |  |  |                    |                    |                    |
|  | 8                           | Anaheim Ducks                                    | 4                           |   |                   | 8                     | Anaheim Ducks         | 3                     |                    |                    |                     |                    |                    |  |  |                    |                    |                    |
|  |                             |                                                  |                             |   |                   |                       |                       |                       |                    |                    |                     |                    |                    |  |  |                    |                    |                    |
|  | 2                           | Detroit Red Wings                                | 4                           |   |                   |                       |                       |                       |                    |                    |                     |                    |                    |  |  |                    |                    |                    |
|  | 2                           | Detroit Red Wings                                | 4                           |   |                   |                       |                       |                       |                    |                    |                     |                    |                    |  |  |                    |                    |                    |
|  | 7                           | Columbus Blue Jackets                            | 0                           |   |                   |                       |                       |                       |                    |                    |                     |                    |                    |  |  |                    |                    |                    |
|  | 7                           | Columbus Blue Jackets                            | 0                           |   |                   |                       |                       |                       | 2                  | Detroit Red Wings  | 4                   |                    |                    |  |  |                    |                    |                    |
|  |                             |                                                  |                             |   |                   |                       |                       |                       | 2                  | Detroit Red Wings  | 4                   |                    |                    |  |  |                    |                    |                    |
|  |                             | 4                                                | Chicago Blackhawks          | 1 |                   |                       |                       |                       |                    |                    |                     |                    |                    |  |  |                    |                    |                    |
|  | 3                           | 4                                                | Chicago Blackhawks          | 1 | Vancouver Canucks | 4                     |                       |                       |                    |                    |                     |                    |                    |  |  |                    |                    |                    |
|  | 3                           |                                                  |                             |   | Vancouver Canucks | 4                     |                       |                       |                    |                    |                     |                    |                    |  |  |                    |                    |                    |
|  | 6                           | St. Louis Blues                                  | 0                           |   |                   |                       |                       |                       |                    |                    | Western Conference  | Western Conference | Western Conference |  |  |                    |                    |                    |
|  | 6                           | St. Louis Blues                                  | 0                           |   |                   |                       |                       |                       |                    |                    | Western Conference  | Western Conference | Western Conference |  |  |                    |                    |                    |
|  |                             |                                                  |                             |   |                   |                       |                       |                       |                    |                    |                     |                    |                    |  |  |                    |                    |                    |
|  | 4                           | Chicago Blackhawks                               | 4                           |   | 3                 | Vancouver Canucks     | 2                     |                       |                    |                    |                     |                    |                    |  |  |                    |                    |                    |
|  | 4                           | Chicago Blackhawks                               | 4                           |   | 3                 | Vancouver Canucks     | 2                     |                       |                    |                    |                     |                    |                    |  |  |                    |                    |                    |
|  | 5                           | Calgary Flames                                   | 2                           |   |                   | 4                     | Chicago Blackhawks    | 4                     |                    |                    |                     |                    |                    |  |  |                    |                    |                    |

### Stanley Cup
La finale della Stanley Cup 2009 è stata una serie al meglio delle sette gare che ha determinato il campione della National Hockey League per la stagione 2008-09. I Pittsburgh Penguins hanno sconfitto i Detroit Red Wings in sette partite e si sono aggiudicati la Stanley Cup per la terza volta della loro storia nonostante uno svantaggio iniziale in trasferta di 2 gare a zero.

## Premi NHL

### Riconoscimenti
- Stanley Cup: Pittsburgh Penguins
- Presidents' Trophy: San Jose Sharks

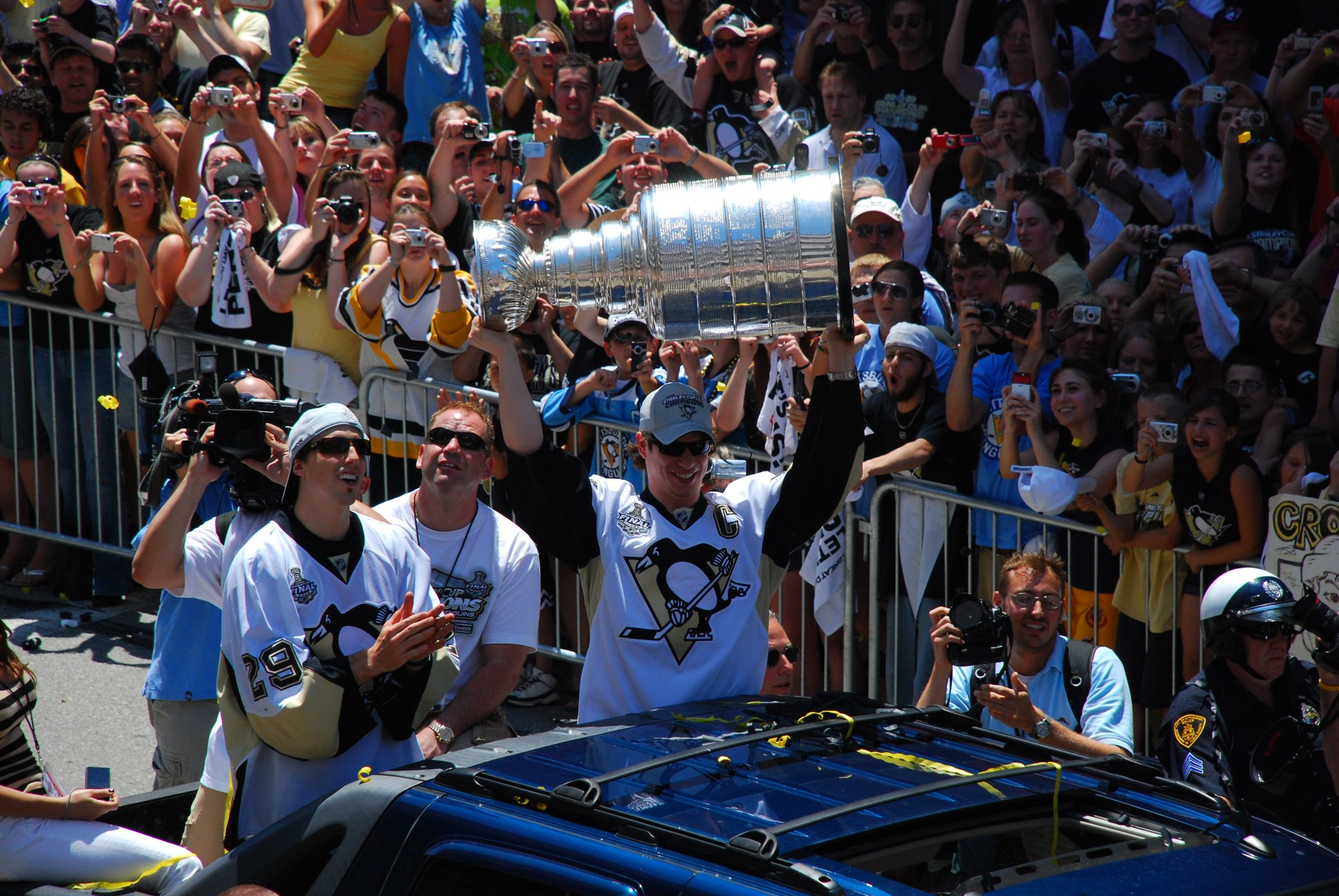
Momento dei festeggiamenti lungo le strade di Pittsburgh per la conquista della Stanley Cup, sollevata dal capitano Sidney Crosby.

- Prince of Wales Trophy: Pittsburgh Penguins
- Clarence S. Campbell Bowl: Detroit Red Wings
- Art Ross Trophy: Evgeni Malkin (Pittsburgh Penguins)
- Bill Masterton Memorial Trophy: Steve Sullivan (Nashville Predators)
- Calder Memorial Trophy: Steve Mason (Columbus Blue Jackets)
- Conn Smythe Trophy: Evgeni Malkin (Pittsburgh Penguins)
- Frank J. Selke Trophy: Pavel Dacjuk (Detroit Red Wings)
- Hart Memorial Trophy: Aleksandr Ovečkin (Washington Capitals)
- Jack Adams Award: Claude Julien (Boston Bruins)
- James Norris Memorial Trophy: Zdeno Chára (Boston Bruins)
- King Clancy Memorial Trophy: Ethan Moreau (Edmonton Oilers)
- Lady Byng Memorial Trophy: Pavel Dacjuk (Detroit Red Wings)
- Lester B. Pearson Award: Aleksandr Ovečkin (Washington Capitals)
- Lester Patrick Trophy: Mark Messier, Mike Richter e Jim Devellano
- Mark Messier Leadership Award: Jarome Iginla (Calgary Flames)
- Maurice Richard Trophy: Aleksandr Ovečkin (Washington Capitals)
- NHL Foundation Player Award: Rick Nash (Columbus Blue Jackets)
- Vezina Trophy: Tim Thomas (Boston Bruins)
- William M. Jennings Trophy: Tim Thomas (Boston Bruins) e Manny Fernandez (Boston Bruins)
- NHL Lifetime Achievement Award: Jean Béliveau

### NHL All-Star Team
First All-Star Team
- Attaccanti: Aleksandr Ovečkin • Evgenij Malkin • Jarome Iginla
- Difensori: Mike Green • Zdeno Chára
- Portiere: Tim Thomas

Second All-Star Team
- Attaccanti: Zach Parise • Pavel Dacjuk • Marián Hossa
- Difensori: Nicklas Lidström • Dan Boyle
- Portiere: Steve Mason

NHL All-Rookie Team
- Attaccanti: Patrik Berglund • Kris Versteeg • Bobby Ryan
- Difensori: Drew Doughty • Luke Schenn
- Portiere: Steve Mason